# Lazurni kamen
Lapis lazuli (/ ˈlæpɪs ˈlæzjʊli, -laɪ /) ali na kratko lapis je globoko modra metamorfna kamnina, ki se uporablja kot poldragi kamen, ki je bil že od antike cenjen zaradi svoje intenzivne barve.
Že v 7. tisočletju pred našim štetjem so lapis lazuli kopali v rudnikih Sar-i Sang , Šortugaj in v drugih rudnikih v zgodovinski regiji Badahšan na severovzhodu današnjega Afganistana.
Artefakti lapis lazuli iz leta 7570 pr. n. št. so bili najdeni v arheološkem najdišču Bhirrana, ki je najstarejše mesto civilizacije doline Inda. Lapis je ta civilizacija zelo cenila (7570–1900 pr. n. št.). Kroglice lapisa so našli v neolitskih grobovih v Mehrgarhu na Kavkazu in celo do Mavretanije. Uporabljali so ga v  Tutankamonovi pogrebni maski (1341–1323 pr. n. št.)
Do konca srednjega veka so lapis lazuli začeli izvažati v Evropo, kjer so ga mleli v prah in iz njega naredili ultramarin, najboljši in najdražji izmed vseh modrih pigmentov. Ultramarin so uporabljali nekateri najpomembnejši umetniki renesanse in baroka, med njimi Masaccio, Perugino, Tizian in Vermeer, pogosto pa je bil rezerviran za oblačila osrednjih osebnosti njihovih slik, zlasti svete Marije. Ultramarin so našli tudi v zobnem kamnu srednjeveških redovnic in pisarjev.

## Etimologija
Lapis je latinska beseda za 'kamen', lazulī pa je rodilna oblika srednjeveškega latinskega lazulum, ki je vzet iz arabščine لازورد lāzaward, ta pa iz perzijščine لاجورد lājevard, kar je ime kamna v perzijščini [10] in tudi kraja, kjer so kopali lapis lazuli. Lazulum je etimološko povezan z modro barvo in se uporablja kot koren za besedo za modro v več jezikih, vključno s španščino in portugalščino azul.

## Znanost in uporaba

### Sestava
Najpomembnejša mineralna sestavina lapis lazuli je lazurit  (25 % do 40 %), modri feldspatoidni silikatni mineral s formulo (Na,Ca)8(AlSiO4)6(S,SO4,Cl)1-2. Večina lapis lazuli vsebuje tudi kalcit (bel), sodalit (modri) in pirit (kovinsko rumen). Nekateri vzorci lapis lazuli vsebujejo avgit, diopsid, enstatit, sljudo, hauitit, rogovačo, nosean in löllingite, bogat z žveplom gejerit.
Lapis lazuli se običajno pojavi v kristalinskem marmorju kot posledica kontaktnega metamorfizma.

### Barva
Intenzivna modra barva je posledica prisotnosti trisžveplovega radikalnega iona (S•−
3) v kristalu. Elektronsko vzbujanje enega elektrona iz najvišje dvojno napolnjene molekularne orbitale (št. 24) v najnižjo posamezno zasedeno orbitalo (št. 25)  povzroči zelo močno sprektralno linijo pri λmax ~617 nm.

### Nahajališča
Lapis lazuli najdemo v apnencu v dolini reke Kokcha v provinci Badahšan na severovzhodu Afganistana, kjer je nahajališče rudnikov Sar-e-Sang že več kot 6000 let. Afganistan je bil vir lapisa za staroegipčanske in mezopotamske civilizacije, pa tudi poznejše Grke in Rimljane. Stari Egipčani so material pridobivali s trgovino z Mezopotamci. V času visoke civilizacije doline Inda, približno leta 2000 pred našim štetjem, je bila v bližini rudnikov lapisa ustanovljena kolonija Harappan, ki je danes znana kot Šortugai.
Glede na vodilno delo sorbonskega mineraloga Pierra Barianda o virih lapis lazulija v sodobnem času in na reference v Afganistanskem Modrem zakladu: Lapis Lazuli (2011) Lailee McNair Bakhtiar, najdemo lapis lazuli v 'jamah', ki jih tradicionalno ne štejejo rudnike in lapis lazuli prihaja iz glavnega vira gorovja Hindukuš v afganistanski dolini reke Kochka in ne iz Pakistana.
Poleg afganistanskih nahajališč se lapis pridobiva tudi v Andih (blizu Ovalle v Čilu) in zahodno od Bajkalskega jezera v Sibiriji v Rusiji na nahajališču Tultui Lazurite. V manjših količinah se koplje v Angoli, Argentini, Burmi, Pakistanu, Kanadi, Italiji, Indiji ter v ZDA v Kaliforniji in Koloradu.

### Uporaba in nadomestki
Lapis se odlično polira, iz njega izdelujejo nakit, rezbarije, škatle, mozaike, okraske, majhne kipe in vaze. Prav tako iz lapisa lahko izdelajo notranjo opremo in zaključna dela. Dva stebra, ki uokvirjata ikonostas v cerkvi svetega Izaka v Sankt Peterburgu, sta zgrajena z lapisom. V času renesanse je bil lapis zmlet in predelan, da je pigment postal ultramarin za uporabo v freskah in oljnih poslikavah. Njegova uporaba kot pigment v oljni barvi se je v veliki meri končal v začetku 19. stoletja, ko je postala na voljo kemično enaka sintetična sorta.
Lapis lazuli se komercialno sintetizira ali simulira po Gilsonovem postopku, ki se uporablja za izdelavo umetnega ultramarina in vodnih cinkovih fosfatov. Lahko ga nadomesti tudi s spinelom ali sodalitom ali z barvanim jaspisom ali hovlitom.
- Kristali lazurita (glavni mineral v lapisovih lazulih) iz rudnika Sar-i Sang v Afganistanu, kjer se lapis lazuli kopa od 7. tisočletja pred našim štetjem
- Polirani blok lapis lazuli
- Naravni ultramarinski pigment iz mletega lapis lazulija. V srednjem veku in renesansi je bil najdražji pigment na voljo (zlato je drugo) in je bil pogosto rezerviran za upodabljanje oblek Angelov ali Device Marije
- Lapis lazuli iz 19. stoletja in diamantni obesek

## Zgodovina in umetnost

### V antičnem svetu
Lapis lazuli so kopali v Afganistanu in ga izvažali v sredozemski svet in Južno Azijo že od neolitske dobe [20] [21] po starodavni trgovski poti med Afganistanom in dolino Inda iz 7. tisočletja pred našim štetjem. Številne kroglice so našli v naseljih iz 4. tisočletja pred našim štetjem v severni Mezopotamiji in iz bronaste dobe na območju Šahr-e Suhteh v jugovzhodnem Iranu (3. tisočletje pred našim štetjem). V kraljevih grobnicah sumerske mestne države Ur od 3. tisočletja pred našim štetjem so našli bodalo z ročajem iz lapisa, skledo z vložkom iz lapisa, amulete, kroglice in vložke, ki predstavljajo obrvi in brado.
Lapis so v starodavni Mezopotamiji uporabljali tudi Akadci, Asirci in Babilonci za pečate in nakit. Večkrat je omenjen v mezopotamski pesnitvi Ep o Gilgamešu (17. – 18. stoletje pr. n. št.), enem najstarejših znanih literarnih del. Kip Ebih-Ila, kip iz 3. tisočletja pred našim štetjem, najden v starodavni mestni državi Mari v današnji Siriji, ki je danes v Louvru, za šarenice oči uporablja vložke iz lapis lazulija.
V Starem Egiptu je bil lapis lazuli najljubši kamen za amulete in okraske, kot so skarabeji. Nakit iz lapisa so našli pri izkopavanjih predinastičnega egiptovskega mesta Naqada (3300–3100 pr. n. št.). V Karnaku so na reliefnih rezbarijah Tutmoza III. (1479–1429 pr. n. št.) odlomki in kosi lapis lazulija, ki so mu jih dostavili kot poklon. Kleopatra  VII. je lapis v prahu uporabljala kot senčilo za oči.
Nakit iz lapis lazulija je bil najden tudi v Mikenah, kar priča o odnosih med Mikenci in razvitimi civilizacijami Egipta in Vzhoda.
Plinij starejši je zapisal, da je lapis lazuli »neprozoren in posut z drobci zlata«. Ker kamen združuje modrino nebes in zlati sijaj sonca, je bil v stari judovski tradiciji znak uspeha. V zgodnji krščanski tradiciji je lapis lazuli veljal za kamen svete Marije.
V poznih klasičnih časih in že v srednjem veku so lapis lazuli pogosto imenovali safir (sapphirus v latinščini, sappir v hebrejščini), čeprav s kamnom, ki je danes znan kot modri korund sorte safir, nima veliko opraviti. Grški učenjak Teofrast je v svoji knjigi o kamnih opisal »safir, ki je obarvan z zlatom«, opis, ki ustreza lapisu lazuli.
V Stari zavezi se veliko sklicuje na safirje, vendar se večina učenjakov strinja, da ker safir pred Rimskim cesarstvom ni bil znan, gre najverjetneje za lapis lazuli. Na primer v 2. Mojzesovi knjigi (2 Mz 24,10): »In videli so Izraelovega Boga; pod njegovimi nogami je bil nekakšen tlak iz safirja, tako čist kakor sámo nebo. ...«. Izraz, ki se v tem navodilu uporablja v latinski bibliji Vulgata, je lapidus sapphiri, izraz za lapis lazuli. Nekateri sodobni prevodi Biblije, kot je New Living Translation Second Edition, se v večini primerov nanašajo na lapis lazuli namesto na safir.

## Galerija
- Sumerska plešasta, obrito moška glava častilca; 2600-2500 pr. mavec, lupina, lapis lazuli in bitumen; iz Nippurja (Irak); Muzej orientalskega inštituta (Chicago)
- Kroglice sumerske ogrlice; 2600–2500 pr. zlato in lapis lazuli; dolžina: 54 cm; Metropolitanski muzej umetnosti (New York City)
- Sumerska ogrlica; 2600–2500 pr. zlato in lapis lazuli; dolžina: 22,5 cm; s kraljevskega pokopališča v Uru (Irak); Metropolitanski muzej umetnosti
- Prstni prstan staroegipčanskega skarabeja; 1850–1750 pr. skarabej lapis lazuli, postavljen v zlato ploščo in na zlati žični prstan lapis-lazuli; premer: 2,5 cm, skarabej: 1,8 cm; Metropolitanski muzej umetnosti
- Novobabilonski stožčast pečat; 7. – 6. Stoletje pr. lapis lazuli; višina: 2,7 cm, premer: 2,1 cm; Metropolitanski muzej umetnosti
- Staroegipčanska plošča z Horusovim očesom; 664–332 pr. lapis lazuli; dolžina: 1,8 cm, širina: 1,6 cm; Metropolitanski muzej umetnosti
- Grški ali rimski obročasti kamen; lapis lazuli; 2,1 x 1,6 x 0,3 cm; Metropolitanski muzej umetnosti
- Ornament rimskih kroglic; zlato in lapis lazuli; 3 × 1,8 × 0,5 cm; Metropolitanski muzej umetnosti